# جورج واشبورن
جورج واشبورن (بالإنجليزية: George Washburn)‏ هو لاعب كرة قاعدة أمريكي، ولد في 6 أكتوبر 1914 في Solon, Maine ‏ في الولايات المتحدة، وتوفي في 5 يناير 1979 في باتون روج في الولايات المتحدة.

## وصلات خارجية
- جورج واشبورن على موقعبيزبول رفرنس.كوم (الدوري الرئيسي) (الإنجليزية)